# Воронихин, Николай Ильич
Никола́й Ильи́ч Ворони́хин ( 01 (13) мая 1812— 12 (24) мая 1872) — русский архитектор, академик архитектуры Императорской Академии художеств, главный архитектор Рязанской губернии (1836—1860).

## Биография
«Сын придворного лакея». Племянник архитектора А. Н. Воронихина по отцу. Отец Николая Воронихина — родной брат А. Н. Воронихина. Они оба родились в селе Усолье Соликамского уезда Пермской губернии и были крепостными крестьянами графа Александра Строганова.
Николай Воронихин был определён воспитанником в Императорскую Академию художеств (1821). Был выпущен из Академии художеств, получив малую серебряную медаль и звание свободного художника (1831). Был признан «назначенным в академики» (1836). Избран в академики (1838) за проект «великолепного гостиного двора».
Архитектор Рязанской губернской палаты (1835—1836). Главный архитектор Рязанской губернии (1836—1860). Этот период характеризовался ускорением темпов строительства не только в Рязани, но и во всех тогдашних уездных центрах. За двадцать четыре года, в течение которых Николай Ильич возглавлял строительную комиссию, ведающую возведением объектов недвижимости по всей Рязанской губернии, появилось больше каменных зданий, чем за остальные годы XIX столетия.

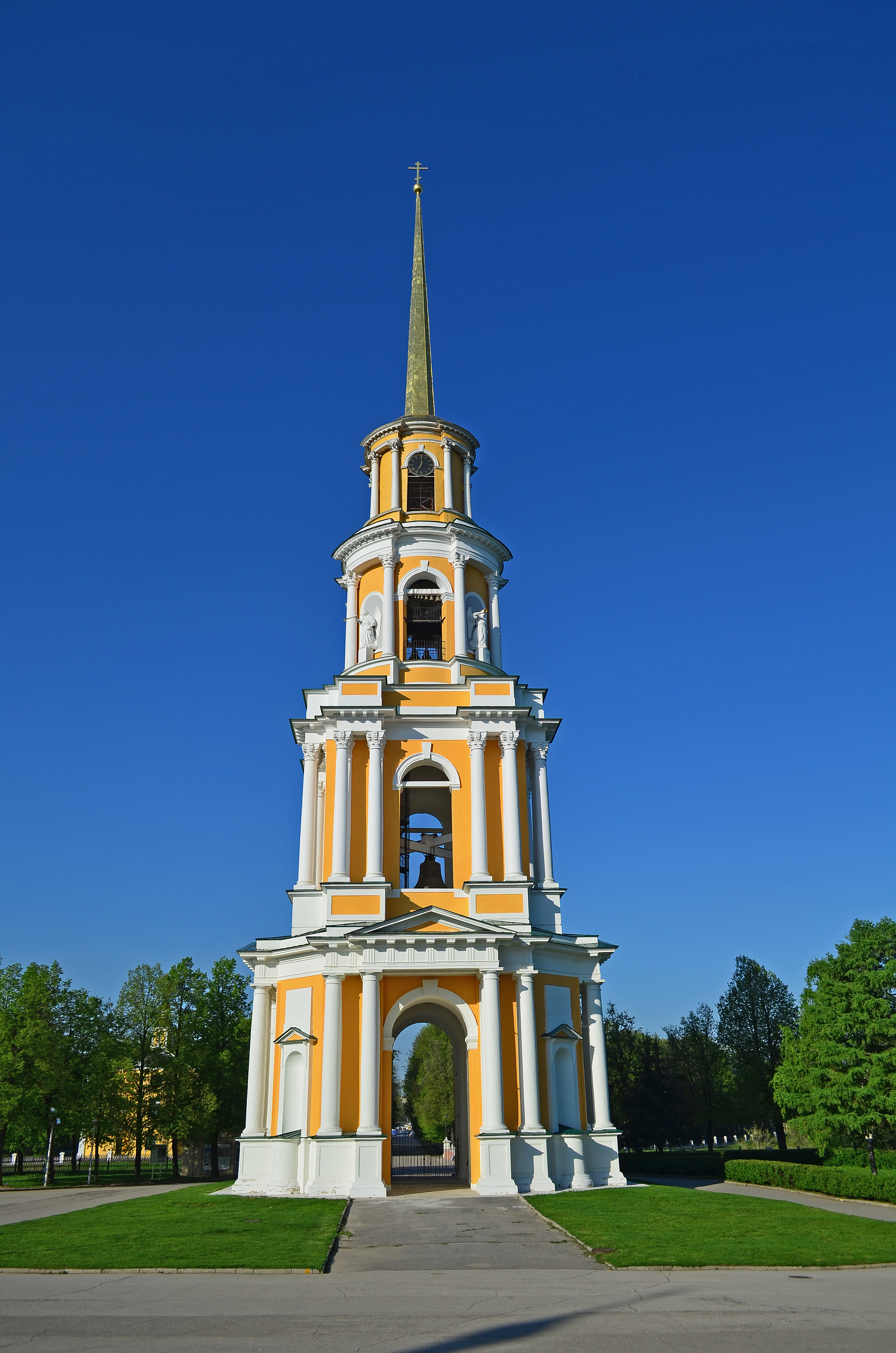
Колокольня Рязанского кремля

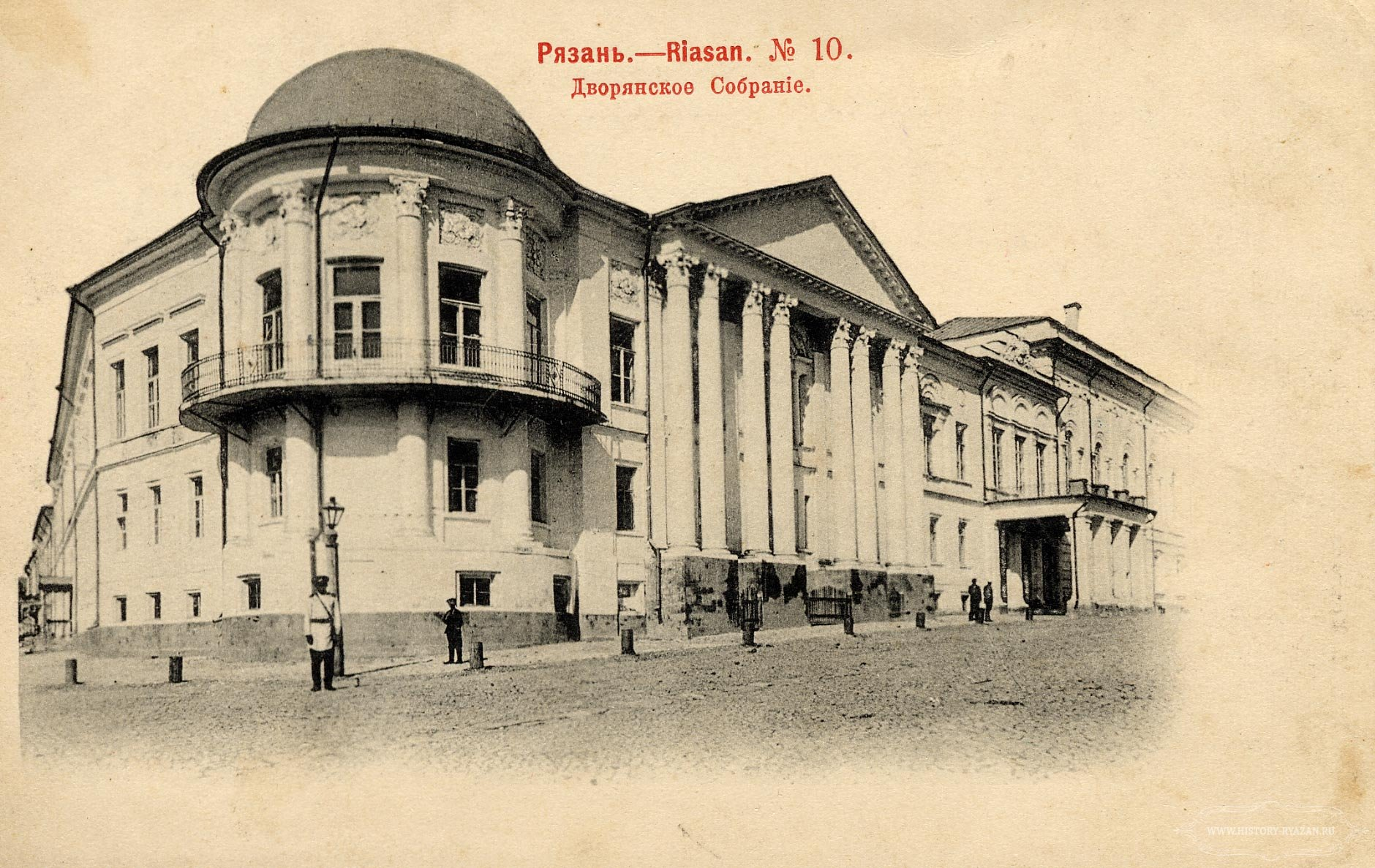
Здание Рязанского дворянского собрания

Воронихин — автор одного из самых красивых зданий Рязани – дома Дворянского (благородного) собрания (1850—1853), располагающегося на пересечении улиц Почтовой и Астраханской (Ленина).
Выдающиейся работой Николая Воронихина является колокольня Рязанского кремля. Без этого зодчего памятник архитектуры был бы всего лишь трёхъярусным в соответствии с проектом архитектора К. А. Тона. Но Воронихин сумел убедить курировавшего строительство рязанского архиепископа в необходимости построения четвёртого яруса и шпиля, и разработал собственный проект колокольни, который и был воплощён в жизнь под его руководством. Четвёртый ярус Николай Ильич предложил сделать не из камня, а из железа, чтобы иметь возможность закрепить конструкцию высокого, почти 25-метрового шпиля. «Колокольня воплотила в себя всю историю классицизма города, — отмечали искусствоведы. — Подобная архитектурная тема была разработана в Рязани и осталась по чистоте и строгости стиля уникальной».
В конце 1850-х годов у Николая Воронихина стало катастрофически ухудшаться зрение, и в 1860 году он покинул Рязань, переехав на постоянное место жительства в Москву. В 1864 году был приглашён Московской распорядительной думой для выполнения работ по казарменным зданиям, заведовал их перестройкой. В 1867 выполнял пристройки к домам грузинских царевичей (Театральный пр., 3/1—3/2, не сохранились).
В последние годы жизни по состоянию здоровья оставаться на архитектурном поприще он уже не мог. К моменту кончины в 1872 году зодчий почти совсем ослеп и находился на иждивении младшей дочери Глафиры. Умер от воспаления 12  мая 1872 года, похоронен 15 мая 1872 года на Ваганьковском кладбище согласно Метрическим записям Храма Бориса и Глеба у Арбатских ворот. 
Основные сооружения: дом Дворянского собрания (1840-е, 1850–1853) и надвратная колокольня Казанского монастыря (1868) в Рязани; «Присутственные места» в Зарайске (1842), Ряжске и Раненбурге (1846–1848), в Касимове (1858–1859); провиантские магазины в Касимове, Зарайске, Спасске (1859); также деревянная церковь в с. Кривандино (Егорьевский уезд), Вознесенский собор в Касимове (1854–1862), дом с минаретом в Дивово.